# Culiseta atra
Culiseta atra är en tvåvingeart som först beskrevs av Lee 1944.  Culiseta atra ingår i släktet Culiseta och familjen stickmyggor. Inga underarter finns listade i Catalogue of Life.